# Marienborn
Marienborn este o comună din landul Saxonia-Anhalt, Germania.